# Strada statale 362 Jesina
La  strada statale 362 Jesina (SS 362),precedentemente strada provinciale 362 Jesina (SP 362) in provincia di Ancona e strada provinciale 362 Macerata-Jesi (SP 362) in provincia di Macerata, è una strada statale che collega Jesi con Macerata.

## Percorso
La strada ha inizio nel centro abitato di Jesi, distaccandosi da un tratto facente parte del vecchio itinerario della strada statale 76 della Val d'Esino. L'arteria prosegue in direzione sud, superando in sequenza la linea ferroviaria Roma-Ancona, il fiume Esino e il nuovo tracciato della SS 76.
Lambisce Santa Maria Nuova per giungere poi a Filottrano, superato il quale, entra nella provincia maceratese, terminando il proprio percorso presso Villa Potenza, frazione di Macerata, innestandosi sulla strada statale 361 Septempedana.
In seguito al decreto legislativo n. 112 del 1998, dal 2001, la gestione è passata dall'ANAS alla Regione Marche: in realtà su sollecitazione di quest'ultima, la strada è passata di proprietà alla Provincia di Ancona e alla Provincia di Macerata per le tratte territorialmente competenti.
Nel 2018 la strada è tornata di competenza ANAS per tutta la lunghezza del percorso, nell'ambito del piano di "Rientro strade"